# Ihr erster Mann
Ihr erster Mann, auch bekannt als Abschied auf Waterloo Bridge (Original: Waterloo Bridge), ist ein US-amerikanisches Filmdrama von Mervyn LeRoy aus dem Jahr 1940. Es ist eine Neuverfilmung des gleichnamigen Films aus dem Jahr 1931 und basiert wie dieser auf dem seinerzeit populären Theaterstück Die Waterloo-Brücke (Waterloo Bridge) von Robert E. Sherwood.

## Handlung
Kurz vor Beginn des Zweiten Weltkriegs kehrt der britische Offizier Roy Cronin zur Waterloo Bridge in London zurück. Dort erinnert er sich an die Zeit des Ersten Weltkriegs und die junge Balletttänzerin Myra, die er kennenlernte, bevor er an die Front zog. Nachdem sie sich damals näher gekommen waren und sie seinetwegen eine Vorstellung verpasst hatte, wurde sie aus ihrer Ballettgruppe ausgeschlossen. Fortan lebte sie auf den Straßen von London und fiel noch tiefer, als sie erfuhr, dass Roy auf dem Schlachtfeld gefallen sei. Doch in Wirklichkeit war Roy noch immer am Leben. Als er Myra nach dem Krieg wiederfindet und er samt seiner Familie von ihrer Vergangenheit als Prostituierte erfährt, stürzt sie sich aus Verzweiflung auf der Waterloo Brücke vor einen Krankenwagen und stirbt.
Jahre später steht Roy auf der Brücke und er erkennt, dass er dort seine große Liebe verloren hatte.

## Hintergrund
Die Hauptrollen in dieser Neuverfilmung spielten Vivien Leigh und Robert Taylor. Es war Leighs erster Film nach ihrem Großerfolg mit Vom Winde verweht (Gone With the Wind, 1939).
Der von Metro-Goldwyn-Mayer produzierte Schwarzweißfilm erwies sich an den Kinokassen als sehr erfolgreich und erhielt zwei Oscar-Nominierungen in den Kategorien Beste Filmmusik und Beste Kamera.
Sowohl Taylor als auch Leigh bezeichneten Waterloo Bridge als ihren Lieblingsfilm.

## Kritik
„Pseudotragisch und verlogen, jedoch gepflegt inszeniert und eindrucksvoll gespielt.“